# El Casal (Sora)
El Casal és una masia de Sora (Osona) inclosa a l'Inventari del Patrimoni Arquitectònic de Catalunya.

## Descripció
Construcció de planta rectangular, de tres pisos, coberta a doble vessant amb teules. Els murs són de carreus ben tallats als extrems i pedres irregulars a la resta subjectades amb morter. La façana, parcialment arrebossada, presenta tres finestres a cada nivell: rectangulars les dels dos pisos inferiors i arcades les de les golfes. Una segona construcció de planta rectangular allarga l'habitatge a la dreta de la façana confonent-se, a la part del darrere amb un habitatge posterior anomenat Cal Barral. En front de la casa, que encara té explotacions agrícoles, es conserva una construcció que havia estat masoveria.